# Parament z Narbonne
Parament z Narbonne (francouzsky Parement de Narbonne) je rozměrné oltářní antependium zdobené grisaillovou malbou z doby kolem roku 1375. Parament byl původně určen pro katedrálu v Narbonne a nyní je vystaven v muzeu Louvre.

## Popis a zařazení

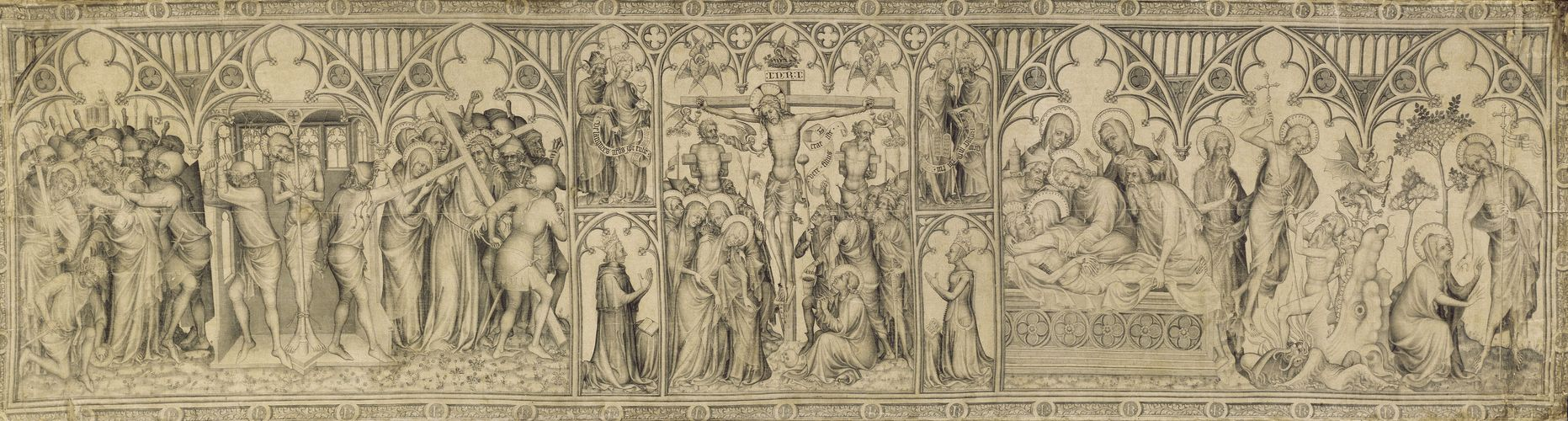
Parement de Narbonne, Musée du Louvre

Parament z Narbonne je malba tuší na pásu hedvábí vysokém 77,5 cm a dlouhém 286 cm. Zobrazuje scény z pašijového cyklu a zmrtvýchvstání Krista (zleva): Jidášův polibek, Bičování Krista, Nesení kříže, Ukřižování,Oplakávání Krista, Kristus v předpeklí osvobozuje duše a Noli me Tangere.
Ukřižování je lemováno nahoře dvojicemi postav: alegorie Eklésie a Izajáš, alegorie Synagogy a krále Davida, dole jsou klečící postavy krále Karla V. a královny Johany Bourbonské.

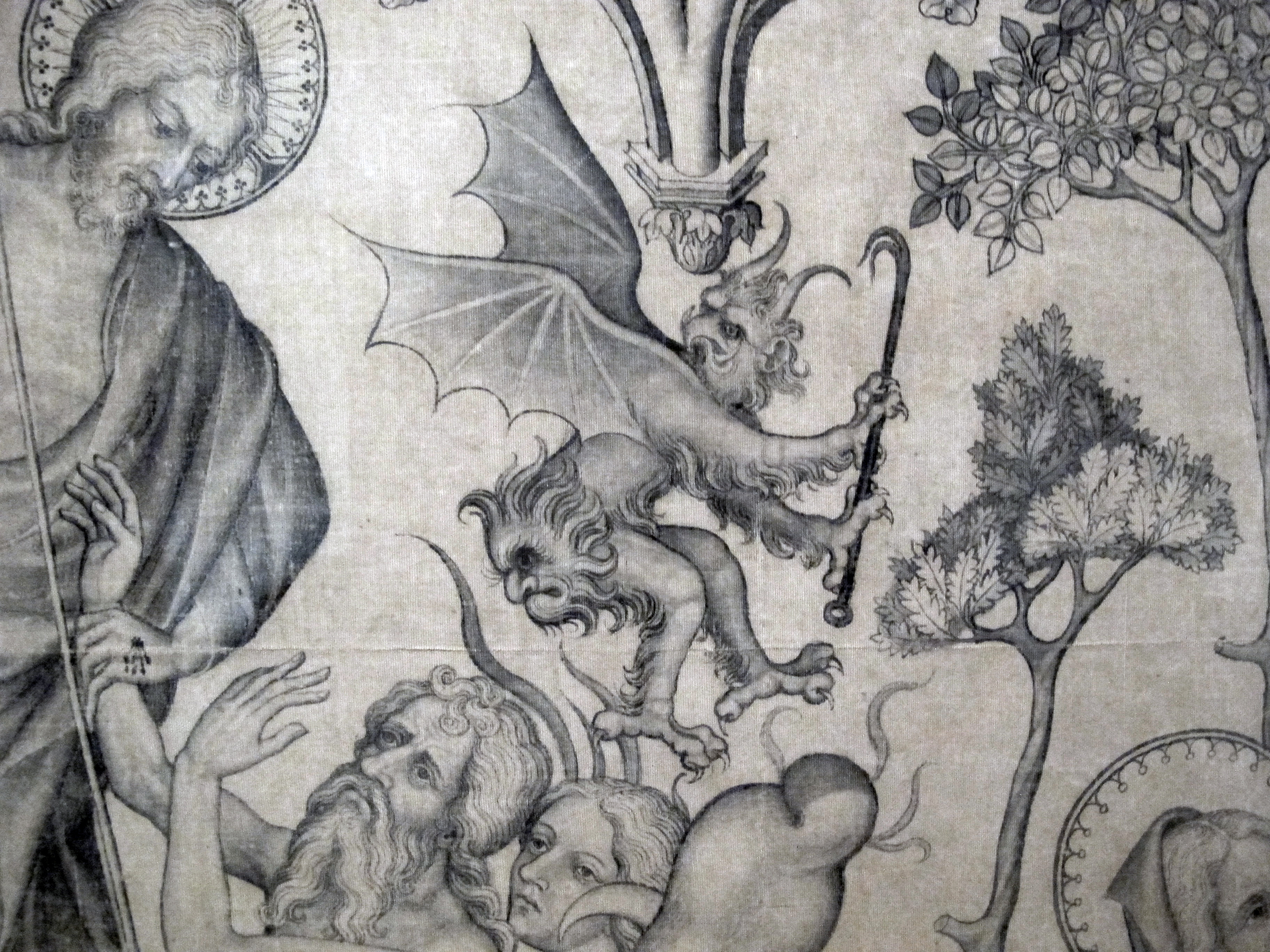
Kristus v předpeklí (detail)

Parament byl zhotoven malířem, označovaným jako Mistr Paramentu z Narbonne, pro přední stranu oltáře (antependium) nikdy nedostavěné narbonnské katedrály svatých Justa a Pastora (Cathédrale Saint-Just-et-Saint-Pasteur de Narbonne) (1272–1344). Monochromní kresba naznačuje, že parament byl užíván během postní doby (Popeleční středa) k zakrytí původních barevných obrazů. Počátkem 19. století dílo zakoupil malíř Jules Boilly a v roce 1852 ho získalo do sbírky muzeum Louvre.
Styl malíře je snadno rozeznatelný. Jeho figury jsou elegantní, realistické a hmotné, s poněkud disproporčními velkými hlavami. Realistické podání tváří má původ ve franko-vlámském umění, ale lze nalézt paralely s raným italským nebo českým malířstvím. Grisaillová technika a způsob znázornění architektur svědčí, že autor byl obeznámen s knižními iluminacemi Jeana Pucelle (1300–1355). Řada shodných znaků pojí toto dílo s Mistrem Třeboňského oltáře, který byl mladším současníkem Mistra Paramentu z Narbonne.
Datace díla je nepřesná a je vymezena dobou nástupu Karla V. na trůn (1364) a úmrtím královny (1378). Autorem paramentu by mohl být Jean d'Orleans, který se stal roku 1361 dvorním malířem, podílel se na přípravách korunovace Karla V. roku 1364 a je autorem obrazů jelenů v Palais de la Cité. Pracoval také jako iluminátor pro králova bratra Jana z Berry.

### Práce připisované Jeanu d'Orleans

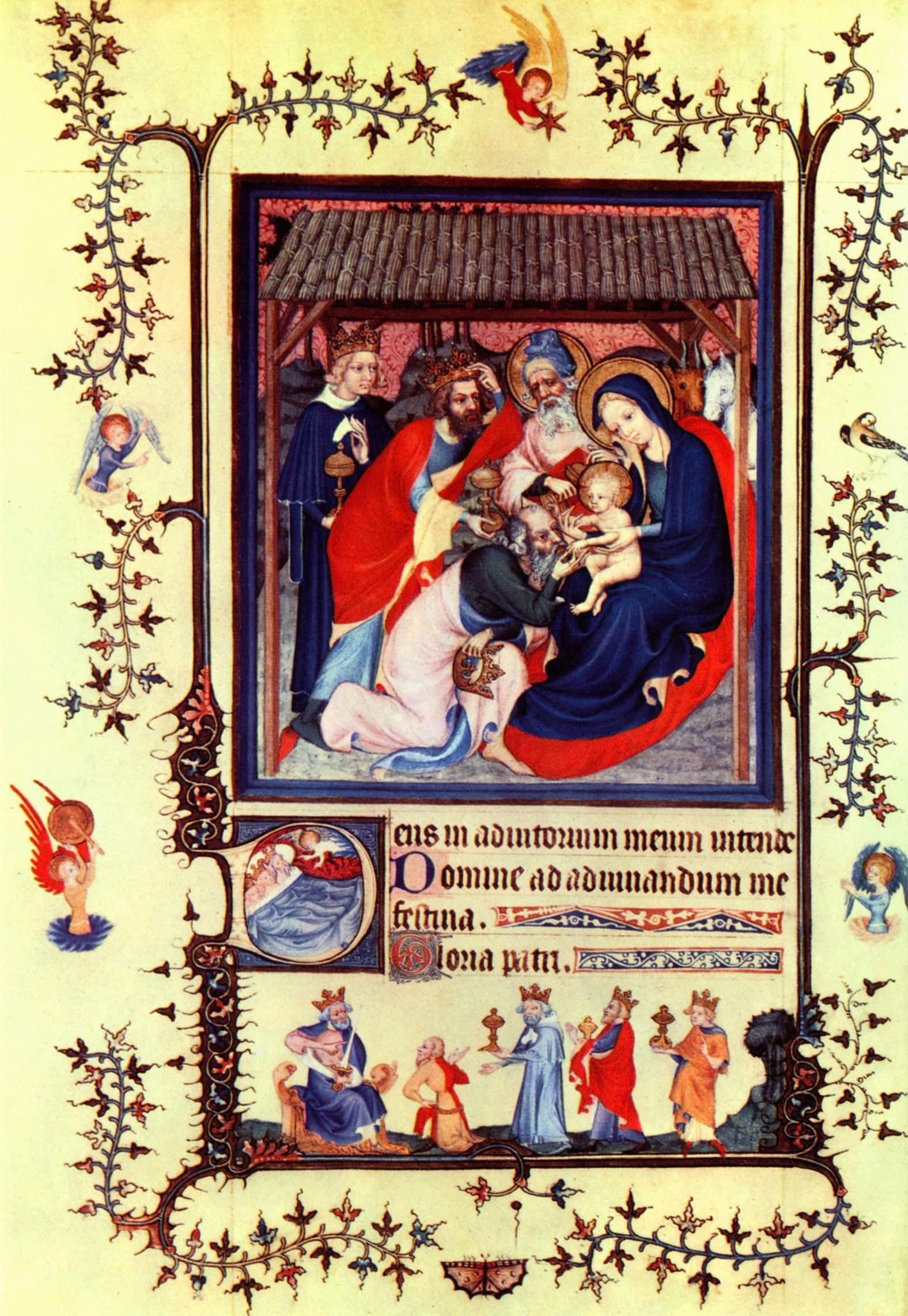
Très Belles Heures de Notre-Dame

- Les Très Belles Heures de Notre-Dame
- Turijn-Milaan-Getijdenboek (en. Turin-Milan Hours) (jako první z více iluminátorů)
- Heures de René d'Anjou (Book of Hours of René d'Anjou), British Library